# Перо Стојанчевић
Перо Стојанчевић (Гламоч, 1960) српски је филмски, позоришни и ТВ глумац.

## Биографија и каријера
Рођен је 1960. године у Гламочу. Прву филмску улогу имао је у ТВ серији Последња аудијенција (2008), где је глумио политичара Љубомира Даиводивића, након тога појавио се у улози власника теретане Мите у ТВ серији Јутро ће променити све (2018), затим је глумио у краткометражном филму Irgalmas angyal (2019) као Саша, а јасеновачког логораша глумио је у филму Дара из Јасеновца (2020).
Члан је глумачког ансамбла Народног позоришта Сомбор од 1986. године, где је глумио у преко шездесет представа.

## Филмографија
| Год.   | Назив                  | Улога                 |
| ------ | ---------------------- | --------------------- |
| 2000-е |                        |                       |
| 2008.  | Последња аудијенција   | Љубомир Давидовић     |
| 2010-е |                        |                       |
| 2018.  | Јутро ће променити све | власник теретане Мита |
| 2019.  | Irgalmas angyal        | др. Саша              |
| 2020-е |                        |                       |
| 2020.  | Дара из Јасеновца      | логораш 1             |

## Позоришне улоге
| Премијера           | Представа                              | Редитељ                    | Позориште                |
| ------------------- | -------------------------------------- | -------------------------- | ------------------------ |
| 6. новембар 1986.   | Не уз ветар                            | Радослав Златан Дорић      | Народно позориште Сомбор |
| 9. мај 1987.        | Малоумни Журден                        | Љубомир Драшкић Муци       | Народно позориште Сомбор |
| 22. новембар 1987.  | Велики обрачун у циркусу               | Бранко Поповић             | Народно позориште Сомбор |
| 26. фебруар 1988.   | Хидроцентрала у Сухом Долу             | Бранко Поповић             | Народно позориште Сомбор |
| 30. април 1988.     | Живи, живи дуг словенски               | Владимир Путник            | Народно позориште Сомбор |
| 28. новембар 1988.  | Самоубица                              | Петар Вечек                | Народно позориште Сомбор |
| 17. децембар 1988.  | Па то је да пошизиш                    | Радослав Златан Дорић      | Народно позориште Сомбор |
| 15. фебруар 1989.   | Седморица : Како бисмо их данас читали | Љубослав Мајера            | Народно позориште Сомбор |
| 17. март 1989.      | Мистер Долар                           | Александар Дунђеровић      | Народно позориште Сомбор |
| 26. мај 1989.       | Дивља патка                            | Петар Вечек                | Народно позориште Сомбор |
| 16. децембар 1989.  | Хајдуци                                | Миливоје Мишко Милојевић   | Народно позориште Сомбор |
| 6. април 1990.      | Мала                                   | Владимир Лазић             | Народно позориште Сомбор |
| 23. новембар 1990.  | Лепеза леди Виндермир                  | Гордана Лебовић            | Народно позориште Сомбор |
| 15. децембар 1990.  | Пепељуга                               | Јакша Злорде               | Народно позориште Сомбор |
| 8. март 1991.       | Странкаџије                            | Радослав Златан Дорић      | Народно позориште Сомбор |
| 10. мај 1991.       | Шта је собар видео                     | Љубослав Мајера            | Народно позориште Сомбор |
| 18. октобар 1991.   | Две сиротице                           | Славенко Салетовић         | Народно позориште Сомбор |
| 20. децембар 1991.  | Радо иде Србин у војнике               | Зоран Ратковић             | Народно позориште Сомбор |
| 19. фебруар 1992.   | Баш Челик                              | Давид Тасић                | Народно позориште Сомбор |
| 23. април 1992.     | Укроћена горопад                       | Зоран Ратковић             | Народно позориште Сомбор |
| 25. септембар 1992. | Таленти и обожаваоци                   | Славољуб Стефановић Раваси | Народно позориште Сомбор |
| 15. новембар 1992.  | Случајна смрт једног анархисте         | Душан Петровић             | Народно позориште Сомбор |
| 26. фебруар 1993.   | Маратонци трче почасни круг            | Кокан Младеновић           | Народно позориште Сомбор |
| 7. мај 1993.        | Дон Жуан                               | Зоран Ратковић             | Народно позориште Сомбор |
| 7. октобар 1993.    | Хотел Промаја                          | Љубомир Драшкић Муци       | Народно позориште Сомбор |
| 18. фебруар 1994.   | Фигарова женидба                       | Кокан Младеновић           | Народно позориште Сомбор |
| 3. јун 1994.        | Гордана                                | Зоран Ратковић             | Народно позориште Сомбор |
| 18. март 1996.      | Виловњак од западних страна            | Милан Караџић              | Народно позориште Сомбор |
| 25. мај 1996.       | Родољупци                              | Зоран Ратковић             | Народно позориште Сомбор |
| 17. јул 1996.       | Декамерон - дан раније                 | Јагош Марковић             | Народно позориште Сомбор |
| 8. новембар 1996.   | Лепотица и звер                        | Давид Путник               | Народно позориште Сомбор |
| 8. јун 1997.        | Прогон и убиство Жан-Пол Мараа         | Радослав Миленковић        | Народно позориште Сомбор |
| 27. април 1998.     | Сумњиво лице                           | Јагош Марковић             | Народно позориште Сомбор |
| 17. октобар 1998.   | Срећни принц                           | Ивана Булатовић            | Народно позориште Сомбор |
| 12. јун 1999.       | Повратник                              | Богомир Ђорђевић           | Народно позориште Сомбор |
| 26. септембар 1999. | Ружење народа у два дела               | Кокан Младеновић           | Народно позориште Сомбор |
| 8. април 2000.      | Покојник                               | Небојша Брадић             | Народно позориште Сомбор |
| 17. мај 2001.       | Богојављенска ноћ                      | Зоран Ратковић             | Народно позориште Сомбор |
| 9. новембар 2001.   | Шест лица траже писца                  | Давид Путник               | Народно позориште Сомбор |
| 23. фебруар 2002.   | Опсада цркве Светог Спаса              | Кокан Младеновић           | Народно позориште Сомбор |
| 18. октобар 2002.   | Баханалије                             | Кокан Младеновић           | Народно позориште Сомбор |
| 14. децембар 2002.  | Казимир и Каролина                     | Ива Милошевић              | Народно позориште Сомбор |
| 22. март 2003.      | Мајстор и Маргарита                    | Кокан Младеновић           | Народно позориште Сомбор |
| 19. септембар 2003. | Челик                                  | Радоје Чупић               | Народно позориште Сомбор |
| 5. октобар 2003.    | Браћа каријес                          | Олгица Несторовић          | Народно позориште Сомбор |
| 21. децембар 2003.  | Неваспитани змај новогодишњи           |                            | Народно позориште Сомбор |
| 12. фебруар 2004.   | Госпођа министарска                    | Горчин Стојановић          | Народно позориште Сомбор |
| 26. фебруар 2004.   | Неваспитани змај                       | Богомир Ђорђевић           | Народно позориште Сомбор |
| 24. новембар 2004.  | Немирко и Свемирко                     | Саша Торлаковић            | Народно позориште Сомбор |
| 17. децембар 2005.  | Клопка                                 | Марко Манојловић           | Народно позориште Сомбор |
| 10. март 2006.      | Стаклена менажерија                    | Радоје Чупић               | Народно позориште Сомбор |
| 22. септембар 2006. | Важно је звати се Ернест               | Оља Ђорђевић               | Народно позориште Сомбор |
| 15. март 2007.      | Маска                                  | Горчин Стојановић          | Народно позориште Сомбор |
| 16. јун 2007.       |                                        | Душан Јовић                | Народно позориште Сомбор |
| 2. новембар 2007.   | Мирандолина                            | Филип Гринвалд             | Народно позориште Сомбор |
| 25. новембар 2007.  | Виа Балкан                             | Горчин Стојановић          | Народно позориште Сомбор |
| 7. јун 2008.        | Псеће срце                             | Радослав Миленковић        | Народно позориште Сомбор |
| 16. април 2009..    | Буба у уху                             | Оља Ђорђевић               | Народно позориште Сомбор |
| 14. новембар 2009.  | Плен                                   | Радоје Чупић               | Народно позориште Сомбор |
| 25. новембар 2010.  | Окупација                              | Душан Петровић             | Народно позориште Сомбор |
| 7. септембар 2012.  | Представа Хамлета у селу Мрдуша Доња   | Кокан Младеновић           | Народно позориште Сомбор |
| 4. октобар 2014.    | МиСтерија                              | Душан Петровић             | Народно позориште Сомбор |
| 4. децембар 2015.   | Голубља времена                        | Богдан Јанковић            | Народно позориште Сомбор |
| 11. октобар 2007.   | Чудо у Шаргану                         | Марко Торлаковић           | Народно позориште Сомбор |
| 12. јун 2018.       | Самоубица                              | Милан Нешковић             | Народно позориште Сомбор |
| 23. новембар 2019.  | Семпер идем                            | Горчин Стојановић          | Народно позориште Сомбор |